# Поселення Чортків II
Поселення Чортків II — щойно виявлена пам'ятка археології в Чорткові Тернопільської області. Розташована в центральній частині міста, вул. Ринок, на території РайСТ, правий берег р. Серет.
Внесено до Переліку щойно виявлених об'єктів культурної спадщини (охоронний номер 1296).

## Відомості
У 2005 р. поселення обстежував працівник Тернопільської обласної інспекції охорони пам’яток М. Ягодинська. Під час обстеження пам’ятки виявлено старожитності празької культури.